# Euphoresia sulcipennis
Euphoresia sulcipennis är en skalbaggsart som beskrevs av Moser 1913. Euphoresia sulcipennis ingår i släktet Euphoresia och familjen Melolonthidae. Inga underarter finns listade i Catalogue of Life.